# 布雷西亚大学

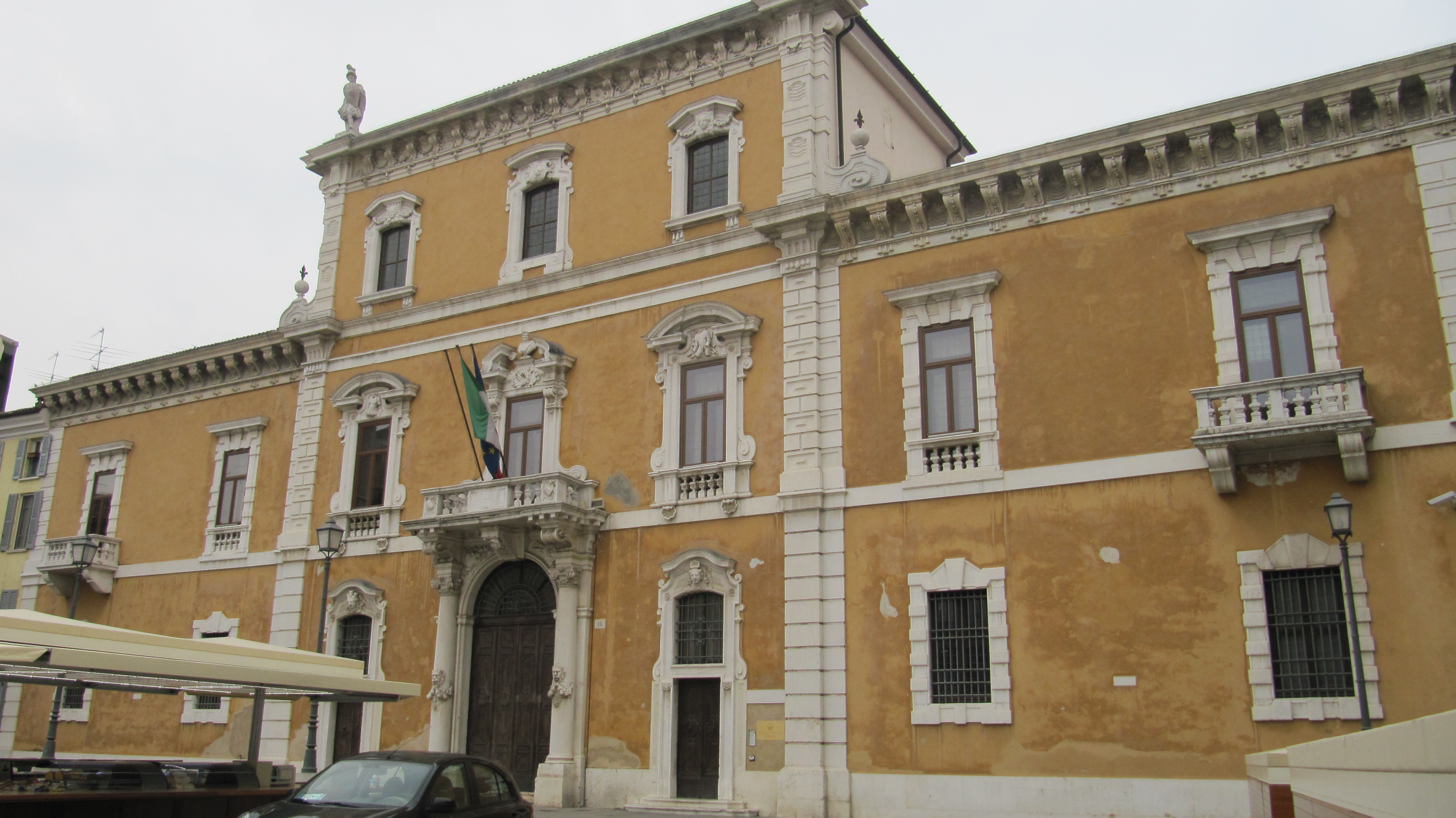
布雷西亚大学外景

布雷西亚大学（義大利語：Università degli Studi di Brescia）位于意大利北部伦巴第大区的布雷西亚，成立于1982年，是一所公立研究型大学。学校共设8个学院。
- 经济管理学院
- 法学院
- 土木、环境、建筑工程与数学学院
- 信息工程学院
- 工业与化学工程学院
- 分子与转化医学学院
- 临床医学和实验科学学院
- 医学和外科专业、放射科学和公共卫生学院